# Margarethe Klimt
Margarethe Klimt, geborene Margaretha Anna Johanna Hentschel (* 3. Dezember 1892 in Wien, Österreich-Ungarn; † 7. Mai 1987 ebenda), war eine österreichische Modeschöpferin.

## Leben
Margarethe Hentschel war eines von sechs Kindern des Regierungsrates Robert Hentschel und dessen Ehefrau Anna, geb. Pietschmann. Sie besuchte Eugenie Schwarzwalds Reformlyzeum, an dem sie 1910 das Abitur ablegte; außerdem erhielt sie während ihrer Schulzeit zusätzlichen Mal- und Zeichenunterricht und besuchte bis 1910 die k. u. k. Kunststickereischule. Bis 1911 studierte sie in Wien Philosophie, dann ging sie für ein Jahr nach London und lernte dort Modezeichnen an der County School of Arts and Crafts. Im Londoner Modesalon Ludlow & Cockburn absolvierte sie ein Volontariat. Von 1912 bis 1914 wurde sie bei Fritzi Weigl in Wien zur Schneiderin ausgebildet, außerdem studierte sie bei Adolf Loos Innenarchitektur. Loos war offenbar sehr angetan von seiner Schülerin; jedenfalls richtete er ihr 1914 ein Wohnatelier in der Karl-Schweighofer-Gasse 5 ein. 1916 legte Margarethe Hentschel die Meisterprüfung ab und meldete sowohl einen Betrieb als Kleidermacherin als auch einen Schulbetrieb an. Im Jahr darauf heiratete sie den Gutsverwalter Josef Klimt, mit dem sie eine Tochter und einen Sohn bekam. Sie lebte zeitweise auf dem Schloss Seibersdorf, wo ihr Mann arbeitete. Die Ehe wurde aber wohl schon nach wenigen Jahren, jedenfalls nach 1921, geschieden. Margarethe Klimt behielt aber den Namen ihres ersten Ehemannes bei; ihre Geschäftsbezeichnung lautete bei der Abmeldung im Jahr 1926 „Frau Klimts Werkstätten“.
Fritz Wichert, der die Frankfurter Kunstgewerbeschule leitete, trat im Sommer 1926 in Verhandlungen mit Margarethe Klimt ein; sie sollte eine neu einzurichtende Modeklasse leiten. Allerdings ergaben sich zunächst Probleme aus ihrer durch die Heirat erworbenen tschechoslowakischen Staatsangehörigkeit. Anfang April 1927 waren diese Schwierigkeiten beigelegt und Klimt, die auch ein eigenes Atelier in Frankfurt gefordert hatte, konnte ihre Stelle mit einem Fünfjahresvertrag antreten, dem bald ein weiterer Fünfjahresvertrag angeschlossen wurde. Außer um den Unterricht kümmerte sie sich auch um Modenschauen und Ausstellungen und reiste regelmäßig nach Paris, um sich auf dem Laufenden zu halten. Im Jahr 1929 erhielt sie den Professorentitel; außerdem konnte sie in diesem Jahr eine lebenslange Anstellung und weitere Verbesserungen ihres Arbeitsvertrages durchsetzen. Klimt war in dieser Zeit das einzige weibliche Mitglied des Freitagstischs von Heinrich Simon.
Nach der Machtübernahme durch die Nationalsozialisten wurde Wichert seiner Stelle als Leiter der Kunstgewerbeschule enthoben. Margarethe Klimt wurde von Wicherts kommissarischem Nachfolger beurlaubt; unter anderem warf man ihr ihren Kontakt zu dem jüdischen Ehepaar Simon sowie eine „undeutsche“ Haltung vor. Ihr Bruder Robert, ein Jurist, setzte sich, wie er es auch früher schon getan hatte, für seine Schwester ein und erreichte es schließlich, dass der Oberbürgermeister Friedrich Krebs die Beurlaubung Klimts rückgängig machte. Damit konnte Klimt ihre Karriere weiter vorantreiben. Sie wurde Vorsitzende der Fachgruppe Mode im Bund für das Kunsthandwerk an der Reichskammer der bildenden Künste in Berlin, außerdem leitete sie ab dem Frühjahr 1934 das städtische Modeamt in Frankfurt.
Im November 1936 übernahm die Stadt Frankfurt den einstigen Wohnsitz des emigrierten Industriellen Paul Hirsch in der Neuen Mainzer Straße 57. In der Folge wurde Walter Loeffler mit dem Umbau dieses klassizistischen Gebäudes für das Modeamt beauftragt. Loeffler nahm sich 1938 das Leben, nachdem man ihn des früheren Umgangs mit Kommunisten bezichtigt hatte. Er durfte im Zusammenhang mit dem Modeamt nicht mehr erwähnt werden, weshalb nun Margarethe Klimt offiziell als Initiatorin und Ideengeberin des aufwändigen Umbaus galt. Am 19. November 1938 wurde die Einweihung gefeiert. Das Modeamt war in den folgenden Jahren unter anderem bei vielen Ausstellungen und Vorführungen im In- und Ausland aktiv; noch 1941 z. B. in Dänemark. In diesem Jahr schloss Margarethe Klimt eine zweite Ehe. Der zweite Gatte Klimts war der dänische Komponist und Dirigent Paul von Klenau, der auch nach der Eheschließung seinen Wohnsitz in Dänemark behielt.
Die Publikationen des Modeamts aus dieser Zeit sind von der Ideologie des Nationalsozialismus geprägt; Klimt, die als alleinerziehende berufstätige Mutter nicht dem propagierten Frauenbild entsprach, formulierte in diesen Büchern ausgesprochen linientreu. Weil das Frankfurter Modeamt in Konkurrenz zum Deutschen Mode-Institut in Berlin und zur Deutschen Meisterschule für Mode in München stand, überlegte man im Jahr 1935, um Protektion bei Emmy Göring nachzusuchen. Es gab Modeentwürfe zu Arbeitsdienstkleidern etc. Vor allem nach Kriegsbeginn musste auch mit Ersatzmaterialien gearbeitet werden; so wurden Schuhabsätze aus Plexiglas ebenso propagiert wie die Nutzung von Fischleder.
Die Modeklasse gehörte mittlerweile der Städelschule an; eine eigene Klasse für Modezeichnung wurde von Eduard Gaertner geleitet, den Klimt in diese Position gebracht hatte. Ihr Ziel war die Schaffung einer Modeakademie mit Hochschulstatus in Frankfurt; gleichzeitig gehörte sie dem Vorstand des konkurrierenden Hauses der Mode in Wien an.
Wegen ihrer Eheschließung mit Klenau, der in erster Ehe mit Heinrich Simons Schwester Anne Marie verheiratet gewesen war, musste Klimt, die zum Zeitpunkt ihrer Verbeamtung wohl die preußische Staatsangehörigkeit gehabt hatte, die dänische Staatsbürgerschaft annehmen, weshalb sie zunächst den Verlust ihrer Beamtenstelle befürchtete. Doch die Eheschließung mit Klenau wurde ihr nicht negativ angerechnet. Vielmehr lud Joseph Goebbels sie zu den Mozart-Feierlichkeiten in Wien 1941 ein.
Die Kriegshandlungen erschwerten allerdings Klimts privates wie berufliches Leben. Ihr Ehemann hatte sich bereits 1940 nach Dänemark zurückgezogen und sie musste sich Besuche bei ihm umständlich genehmigen lassen. Außerdem fehlte es an Material für die Gestaltung weiterer Kleider; bereits 1942 fragte Klimt nach Stoffen aus Beutegut nach. Durch Luftangriffe in den Jahren 1943 und 1944 wurden das Schulgebäude, das Modeamt und Klimts Wohnhaus zerstört. Margarethe Klimt zog bereits 1943 zurück nach Wien. Hatte sie dies zunächst mit gesundheitlichen Problemen begründen können, schickte sie später keine ärztlichen Atteste mehr. Die Zahlung ihres Gehalts wurde daher im Mai 1945 eingestellt. Klimt stand 1944 in der Gottbegnadeten-Liste des Reichsministeriums für Volksaufklärung und Propaganda.
Im Dezember 1945 reiste sie weiter zu ihrem Ehemann nach Dänemark. Nachdem dieser gestorben war, kehrte sie mit seinem Nachlass im Frühjahr 1947 nach Wien zurück, wo sie nun ein Haus der österreichischen Mode aufbauen wollte. Sie wurde künstlerische Leiterin des Modereferats beim Wirtschaftsförderungsinstitut der Wiener Handelskammer. Außerdem leitete sie von 1949 bis 1959 an der Wiener Akademie für Angewandte Kunst Meisterklassen für Mode bzw. für Mode- und Textilarbeiten. 1948 war sie allerdings von der Stadt Frankfurt am Main bereits als dienstunfähig anerkannt worden, so dass sie ab 1951 eine Beamtenpension beziehen konnte.
Sie wurde auf dem Wiener Zentralfriedhof bestattet.